# Sillus
Genre
Sillus est un genre d'araignées aranéomorphes de la famille des Anyphaenidae.

## Distribution
Les espèces de ce genre se rencontrent en Amérique centrale et en Amérique du Sud.

## Liste des espèces
Selon World Spider Catalog (version 22.5, 18/07/2021) :
- Sillus attiguus (O. Pickard-Cambridge, 1896)
- Sillus curvispina F. O. Pickard-Cambridge, 1900
- Sillus dubius (Chickering, 1937)
- Sillus furciger Caporiacco, 1954
- Sillus imbecillus (Keyserling, 1891)
- Sillus longispina F. O. Pickard-Cambridge, 1900
- Sillus lunula F. O. Pickard-Cambridge, 1900
- Sillus ravus Chickering, 1940

## Publication originale
- F. O. Pickard-Cambridge, 1900 : « Arachnida - Araneida and Opiliones. » Biologia Centrali-Americana, Zoology., vol. 2, p. 89-192 (texte intégral).